# Piedra rúnica de Istaby
La piedra rúnica de Istaby o DR 359 es una piedra rúnica de granito de estilo RAK grabada en protonórdico, que fue erigida en la región de Blekinge, Suecia, durante la era de Vendel.
Las inscripciones de las piedras de Istaby, Stentoften y Gummarp se atribuyen al mismo clan debido a los nombres que se mencionan en ellas, que son típicos de los jefes de dichos clanes. La piedra rúnica de Björketorp, aunque carece de nombres y está unos kilómetros más lejos de las otras, también está sin duda relacionada con ellas por la especial forma de sus runas y porque tiene un mensaje muy similar a la piedra de Stentoften.

## Inscripción

### Transliteración
- Afatz hAriwulafa ¶ hAþuwulafz hAeruwulafiz
- hAþuwulafz hAeruwulafiz ¶ Afatz hAriwulafa
- warAit runAz þAiAz[1]

### Transcripción al protonórdico
- Aftr Hariwulfa. Haþuwulfz Heruwulfiz
- Haþuwulfz Heruwulfiz aftr Hariwulfa
- wrait runaz þaiaz.[1]

### Traducción
- En memoria de Hariwulfar. Haþuwulfar, el hijo de Heruwulfar,
- Haþuwulf(a)r, el hijo de Heruwulfar, en memoria de Hariwulfar
- escribió estas runas.[1]